# Targnon
Targnon is een plaats in de deelgemeente Lorcé, van Stoumont in de Belgische provincie Luik. Targnon ligt aan de weg van Aywaille naar Trois Pont (N633). Aan die weg ligt ook de Sint-Rochuskapel. Bij Targnon stroomt de rivier de Lienne in de Amblève. De 279 meter lange tunnel van Targnon in spoorlijn 42 loopt pal onder het dorp door. Net ten westen van het dorp lag het Station Stoumont. Omdat het dorp Stoumont hoog boven de vallei van de Amblève ligt en de spoorweg beneden loopt langs de rivier, werd het station van Stoumont in Targnon gebouwd.

## Bezienswaardigheden

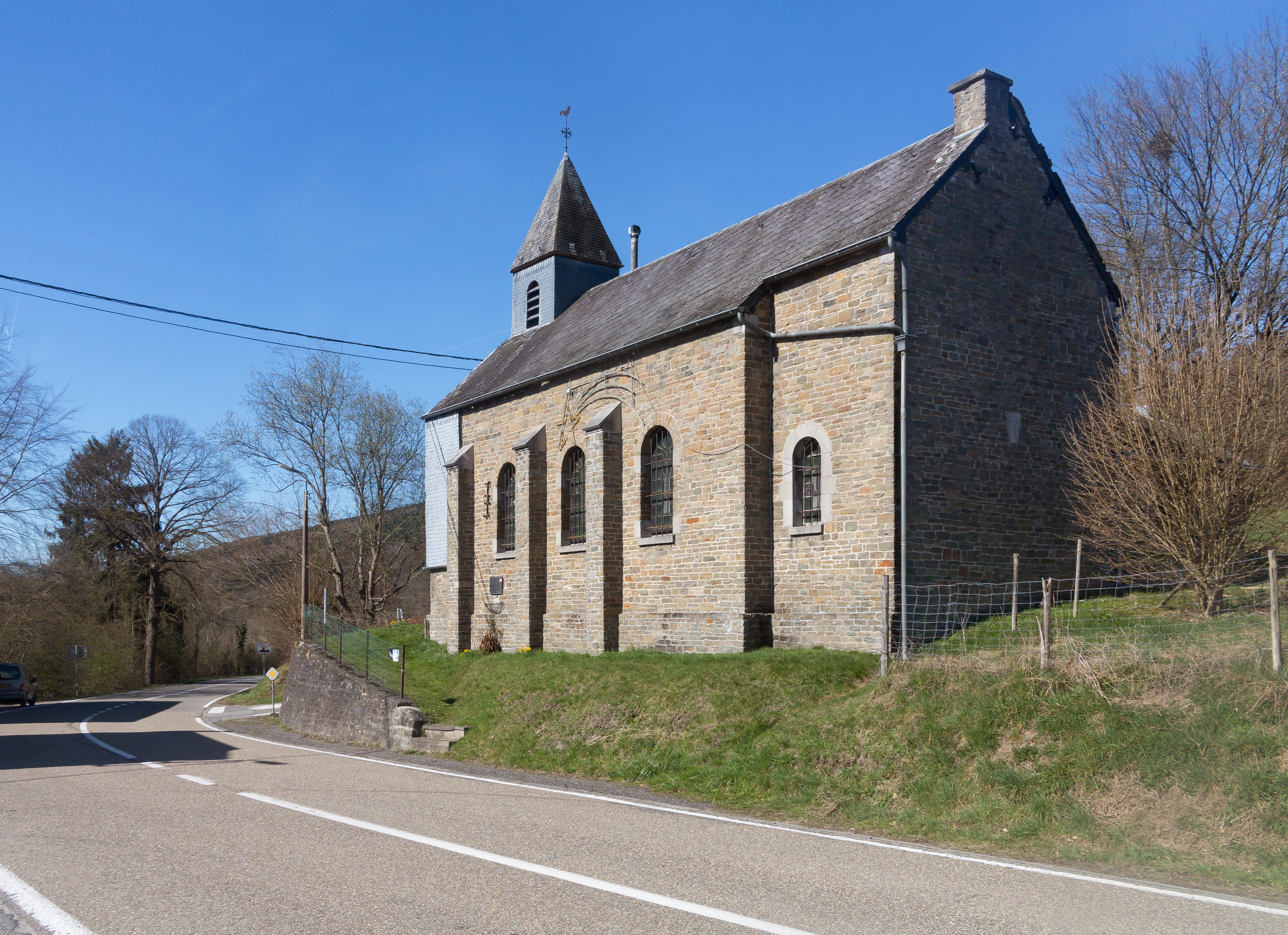
Targnon, de Sint-Rochuskapel

- De Sint-Rochuskapel
- Het kasteel van Targnon

Deelgemeenten: Chevron · La Gleize · Lorcé · Rahier · Stoumont

Overige kernen: Andrimont · Borgoumont · Chauveheid · Cheneux · Chession · Chevrouheid · Cour · Egbômont · Froidville · Habiémont · Heilrimont · La Venne · Les Forges · Meuville · Monceau · Moulin-du-Ruy · Roanne · Ruy · Targnon · Xhierfomont

Belgische gemeenten · arrondissement Verviers · provincie Luik · Wallonië